# 高功率脉冲磁控溅射
高功率脉冲磁控溅射(High Power Impulse Magnetron Sputtering, HiPIMS，又称High Power Pulsed Magnetron Sputtering, HPPMS)是一种基于磁控溅射沉积的薄膜物理气相沉积方法。HiPIMS在数十微秒的低占空比(< 10%)短脉冲内采用kW·cm-2量级的高功率密度。HiPIMS不同常规磁控溅射的特性是其高的溅射粒子离化率和分子气体解离速率，从而得到致密的沉积薄膜。电离和解离率随峰值靶功率的增加而增加，上限受放电过程由辉光向弧光转变限制。需选择合适的峰值电流和占空比以维持靶的平均功率与常规磁控溅射相当(1-10 W·cm-2)。
HiPIMS可用于：
- 沉积薄膜前预处理基片以增强膜基结合力
- 沉积致密薄膜